# Peter II van Savoye
Peter II van Savoye (Suze, circa 1203 – 15 mei 1268) was van 1263 tot aan zijn dood graaf van Savoye en van 1240 tot aan zijn dood graaf van Richmond. Hij behoorde tot het huis Savoye.

## Vroege loopbaan
Peter was de zevende van negen zonen van graaf Thomas I van Savoye en diens echtgenote Beatrix van Genève, dochter van graaf Willem I van Genève. Als jongere zoon was hij bestemd voor een kerkelijke loopbaan en Peter werd aangesteld als kanunnik van Lausanne. Peter werkte zich op en in 1231 werd hij zelfs aangesteld als interim-bisschop in afwachting van de komst van de nieuwe permanente bisschop. 
Hij zag echter een kerkelijk leven niet zitten en toen zijn vader in 1234 overleden was, vroeg hij aan zijn broer Amadeus IV enkele belangrijke landerijen in het graafschap Savoye. Vervolgens vond er in het Kasteel van Chillon een bijeenkomst plaats tussen Peter, Amadeus IV en hun andere broers. De broers kwamen overeen dat Amadeus het nieuwe hoofd van de familie werd en Peter kreeg enkele belangrijke kastelen ter beschikking om zijn macht in de omgeving van Genève uit te breiden. Tegelijkertijd onderhandelde zijn broer Willem het huwelijk tussen Peter en Agnes van Faucigny, wat Peter nog wat extra grondgebied opleverde. 
De wens van Peter om zijn grondgebied nog verder uit te breiden bracht hem in conflict met zijn oom, graaf Willem II van Genève. Rond 1236 werd Peter in een hinderlaag gelokt en gevangengenomen door Rudolf, de zoon van Willem II. Toen in 1237 het conflict tussen Peter en Willem II werd opgelost, dwong Amadeus IV Willem om een verdrag te ondertekenen waarbij Genève 20.000 marken moest betalen aan Peter. Ook kreeg Peter het kasteel van Arlod toegewezen. In 1240 was Peters broer Filips betrokken bij de gecontesteerde verkiezing van de bisschop van Lausanne, waarbij Filips als tegenkandidaat Jean de Cossonay had, een bondgenoot van Genève. Peter leverde vervolgens een troepenmacht van 6.000 soldaten aan Filips, maar de veldslag tegen Jean de Cossonay bleef onbeslist.
Peter bleef zowel geld als militaire kracht gebruiken om steeds meer macht in de landen rondom Savoye te verkrijgen. In mei 1244 stond graaf Rudolf III van Gruyère het kasteel van Gruyères af aan Peter, die het daarop aan Rudolfs tweede zoon Willem schonk op voorwaarde dat Willem en zijn nazaten Peter en zijn familie zouden dienen. Op 29 mei 1244 schonk Jean de Cossonay belangrijke landerijen aan Peter en Amadeus IV, die Cossonay enkel kon behouden als vazal van het graafschap Savoye. De volgende jaren verwierf Peter van Savoye belangrijke steden en handelsroutes doorheen het land van Vaud, vaak door deze landerijen aan te bieden aan jongere zoons van vroegere heersers. Ook was hij verantwoordelijk voor de renovatie van het kasteel van Chillon en in 1253 werd hij aangesteld tot beschermheer van Bern. Sommigen beweren dat het feit dat er Frans gesproken in het westen van Zwitserland, een gevolg is van Peters extensieve veroveringen in deze regio.

## Carrière in Engeland
In januari 1236 huwde de nicht van Peter, Eleonora van Provence, met koning Hendrik III van Engeland. Op 20 april 1240 kreeg Peter van Hendrik de titel van baron van Richmond, waarna hij op het einde van dat jaar door Hendrik werd uitgenodigd naar Engeland. Op 5 januari 1241 werd Peter tot ridder geslagen en vanaf dan werd hij bekend als Earl van Richmond, hoewel Peter deze titel nooit officieel kreeg toegekend. In februari 1246 verwierf hij land tussen het Strand en de Thames, waar hij in 1263 het kasteel van Savoye liet bouwen, dat in 1381 tijdens de Engelse Boerenopstand werd vernietigd. Na zijn dood ging Richmond naar zijn nicht Eleonora, die het teruggaf aan de Britse kroon.
In 1241 gaf Hendrik III Peter de opdracht om steun te zoeken voor een eventuele invasie van Poitou. Zo reisde hij achtereenvolgens naar hertog Hugo IV van Bourgondië, koning Theobald I van Navarra, zijn broer graaf Amadeus IV van Savoye en zijn schoonbroer graaf Raymond Berengarius V van Provence. In februari 1242 werd Peter vervolgens naar Poitou gestuurd om te kijken hoeveel steun er was voor Hendrik III. In Poitou werd Peter gevangengenomen, maar hij slaagde erin om te ontsnappen. Hij reisde vervolgens naar de Provence om het huwelijk tussen zijn nicht Sancha en Hendriks broer Richard van Cornwall te regelen. 
In 1246 keerde Peter terug naar Savoye om het huwelijk te regelen van de kleindochter van zijn broer Amadeus IV, Alix van Saluzzo. Nadat het huwelijk geregeld was, keerde hij in februari 1247 samen met Alix terug naar Engeland. Daar huwde ze in mei van dat jaar met Edmund de Lacy, Baron van Pontefract.
In 1241 kreeg Peter eveneens Boston toegewezen, een belangrijke haven voor de stad Lincoln die zich aan de rivier Witham bevond. Boston was tot rond het jaar 1200 eigendom van het hertogdom Bretagne en na Peters dood ging Boston terug naar het hertogdom Bretagne. Rond het jaar 1255 schonk John de la Rye dan wer de baronie Donington aan Peter.
In 1246 kreeg hij van koning Hendrik III van Engeland het kasteel van Pevensey. In de Tweede Baronnenoorlog vocht Peter aan de zijde van Simon van Montfort, de 6de Earl van Leicester. 

## Graaf van Savoye
Toen Peters neef Bonifatius in 1263 zonder nakomelingen stierf, was het de vraag wie de nieuwe graaf van Savoye moest worden. Naast Peter was er nog een troonpretendent, de vijftienjarige Thomas III van Piëmont, de oudste zoon van Peters oudere broer, graaf Thomas van Vlaanderen. Peter keerde terug naar Savoye en werd tegen de zin van Thomas III erkend als de nieuwe graaf. Dit leidde tot een dispuut tussen Savoye en Piëmont.
Door zijn vele reizen in Europa had Peter vele ideeën om Savoye te verbeteren. Hij begon kastelen te bouwen met een meer ronde vorm in plaats met een vierkante vorm zoals in Savoye daarvoor de traditie was. Ook verdeelde hij Savoye in meierijen, die op hun beurt in castellanen werden onderverdeeld. Ook stichtte hij in Chambéry een ambtenarendienst om zo een completer overzicht te hebben inzake financiële zaken. Ook was hij de eerste graaf van Savoye die wetten invoerde die voor het hele graafschap golden.
Peter kwam in conflict met Rudolf I van Habsburg en Rudolf bezette Peters landerijen in Vaud, inclusief het kasteel van Chillon. In 1266 slaagde Peter erin om zijn landerijen en kasteel te heroveren.
In 1268 stierf hij zonder mannelijke nakomelingen na te laten. Ofwel overleed hij in het kasteel van Chillon, ofwel in Pierre-Châtel. Zijn jongere broer Filips, de vroegere aartsbisschop van Lyon, volgde hem op als graaf van Savoye.

## Familie
Peter huwde in 1236 met Agnes van Faucigny. Ze kregen een dochter Beatrix (1237-1310), die de heerlijkheid Faucigny erfde van haar moeder. Zij huwde in 1253 met Guigues VII van Viennois. Ook had hij een onwettige dochter Isabella, die huwde met Peter van Salimento, een buitenechtelijke zoon van zijn broer Amadeus IV.

## Voorouders
| Voorouders van Peter II van Savoye (1203-1268) | Voorouders van Peter II van Savoye (1203-1268)                      | Voorouders van Peter II van Savoye (1203-1268)                      | Voorouders van Peter II van Savoye (1203-1268)               | Voorouders van Peter II van Savoye (1203-1268)               | Voorouders van Peter II van Savoye (1203-1268)               | Voorouders van Peter II van Savoye (1203-1268)               | Voorouders van Peter II van Savoye (1203-1268)                      | Voorouders van Peter II van Savoye (1203-1268)                      |
| ---------------------------------------------- | ------------------------------------------------------------------- | ------------------------------------------------------------------- | ------------------------------------------------------------ | ------------------------------------------------------------ | ------------------------------------------------------------ | ------------------------------------------------------------ | ------------------------------------------------------------------- | ------------------------------------------------------------------- |
| Overgrootouders                                | Amadeus III van Savoye (1094-1148) ∞ Mathilde van Albon (1112-1148) | Amadeus III van Savoye (1094-1148) ∞ Mathilde van Albon (1112-1148) | Gerald I van Mâcon (-1184) ∞ Maurette van Salins (–)         | Gerald I van Mâcon (-1184) ∞ Maurette van Salins (–)         | Amadeus I van Genève (1098-1178) ∞ Mathilde van Cuseau (–)   | Amadeus I van Genève (1098-1178) ∞ Mathilde van Cuseau (–)   | Amadeus III van Savoye (1094-1148) ∞ Mathilde van Albon (1112-1148) | Amadeus III van Savoye (1094-1148) ∞ Mathilde van Albon (1112-1148) |
| Grootouders                                    | Humbert III van Savoye (1136-1189) ∞ Beatrix van Mâcon (-)          | Humbert III van Savoye (1136-1189) ∞ Beatrix van Mâcon (-)          | Humbert III van Savoye (1136-1189) ∞ Beatrix van Mâcon (-)   | Humbert III van Savoye (1136-1189) ∞ Beatrix van Mâcon (-)   | Willem I van Genève (1132-1195) ∞ Agnes of Savoy (1125–1172) | Willem I van Genève (1132-1195) ∞ Agnes of Savoy (1125–1172) | Willem I van Genève (1132-1195) ∞ Agnes of Savoy (1125–1172)        | Willem I van Genève (1132-1195) ∞ Agnes of Savoy (1125–1172)        |
| Ouders                                         | Thomas I van Savoye (1180-1233) ∞ Beatrix van Genève (-1252)        | Thomas I van Savoye (1180-1233) ∞ Beatrix van Genève (-1252)        | Thomas I van Savoye (1180-1233) ∞ Beatrix van Genève (-1252) | Thomas I van Savoye (1180-1233) ∞ Beatrix van Genève (-1252) | Thomas I van Savoye (1180-1233) ∞ Beatrix van Genève (-1252) | Thomas I van Savoye (1180-1233) ∞ Beatrix van Genève (-1252) | Thomas I van Savoye (1180-1233) ∞ Beatrix van Genève (-1252)        | Thomas I van Savoye (1180-1233) ∞ Beatrix van Genève (-1252)        |